# Reggenza di Muaro Jambi
La reggenza di Muaro Jambi (in indonesiano: Kabupaten Muaro Jambi) è una reggenza dell'Indonesia, situata nella provincia di Jambi.
Il capoluogo della reggenza è Sengeti.